# Barrglasvingeslända
Barrglasvingeslända (Stenopsocus lachlani) är en insektsart som beskrevs av Hermann Julius Kolbe 1880. Barrglasvingeslända ingår i släktet Stenopsocus, och familjen glasvingestövsländor. Arten är reproducerande i Sverige.